# Antoniew (Zgierz)
Antoniew – dawniej samodzielna wieś, od 1954 część miasta Zgierza w województwie łódzkim, w powiecie zgierskim. Leży na samym południu Zgierza, w rejonie ulicy Antoniewskiej. 
Związany historycznie i przestrzennie z pobliskim Okręglikiem. Wchodzi w skład osiedla Piaskowice-Aniołów, stanowiącego jednostkę pomocniczą gminy Zgierz.
Nie mylić z pobliskim Antoniewem.

## Historia
Dawniej samodzielna miejscowość. Od 1867 w gminie Nakielnica; pod koniec XIX wieku liczyła 60 mieszkańców. W okresie międzywojennym należała do powiatu łódzkiego w woj. łódzkim. W 1921 roku wieś Antoniew liczyła 34 mieszkańców. 27 marca 1924  zniesiono gminę Nakielnica, a Antoniew włączono do gminy Brużyca Wielka. 1 września 1933 Antoniew utworzył gromadę w granicach gminy Brużyca Wielka, składającą się z Antoniewa i Okręglika. Podczas II wojny światowej włączono do III Rzeszy.
Po wojnie Antoniew powrócił do powiatu łódzkiego woj. łódzkim jako jedna z 20 gromad gminy Brużyca Wielka. W związku z reorganizacją administracji wiejskiej jesienią 1954, Antoniew (z Okręglikiem) włączono do Zgierza.